# Pagenkorps (Russland)
Das Pagencorps (russisch Пажеский корпус Pascheski korpus, franz. Corps des Pages) war eine Militärakademie im Russischen Kaiserreich, in der die Söhne der Adligen und Söhne von Hohen Militärs auf den Militärdienst vorbereitet wurden. Parallel dazu bildete die Kaiserliche Rechtsschule (russisch Императорское училище правоведения Imperatorskoje utschilischtsche prawowedenija) den Beamtennachwuchs aus. Zusammen waren sie zu ihrer Zeit die angesehensten Schulen in Sankt Petersburg. Nach 1943 hat die Suworow-Militärschule (russisch Суворовское военное училище Suworowskoje wojennoje utschilischtsche) diese Funktion übernommen.

## Geschichte
Das Pagencorps wurde 1759 gegründet. Zunächst sollten die Zöglinge dort eine Ausbildung als Pagen, beziehungsweise Kammerpagen erhalten. Bald wurde jedoch die Notwendigkeit deutlich, gut ausgebildete Offiziere für die Russische Garde zu haben und 1802 wurde das Pagenkorps in eine Erziehungsanstalt vergleichbar mit Kadettenschulen umgewandelt. Angenommen wurden nur Söhne von Adeligen sowie Söhne von Militärs mindestens im Rang eines Leutnant-Generals/Vize-Admirals, beziehungsweise Enkel von Generälen/Admiralen.
Das Curriculum wurde, basierend auf Idealen der Johanniterritter gestaltet. 1810 zog die Schule in den Palast des Ordens der Johanniterritter von Jerusalem (Vorontsov-Palast, Воронцо́вский дворе́ц) um. An diesem Ort bestand die Anstalt bis zur Russischen Revolution.
In den 1860ern veranlasste Dmitri Miljutin eine Reihe von Reformen und das Pagencorps wurde in eine Schule mit sieben Schuljahren verwandelt. Die ersten fünf Schuljahre entsprachen der Ausbildung an Gymnasien, während die letzten zwei Schuljahre dem Curriculum von Militär-Colleges folgten.
Ab 1885 hatte das Pagencorps sieben Klassen, in denen die Zöglinge dieselbe Ausbildung erhielten wie in Kadettenschulen, sowie zwei spezialisierte Klassen, in denen die Zöglinge Militärwissenschaft und Rechtswissenschaft lernten. Es gab eigene Infanterie-, Kavallerie- und Artillerie-Abteilungen. Das Corps des Pages, wie es im vorrevolutionären Russland bezeichnet wurde, war die einzige Militärakademie (von etwa 20) die die zukünftigen Offiziere an allen Waffen ausbildete. Die anderen Akademien waren spezialisiert auf Kavallerie, Infanterie, Artillerie, Militäringenieurwesen, Kosaken, Vermessungswesen etc.
Die meisten Absolventen traten als Offiziere in die Armee ein. Ein kleiner Teil strebte jedoch auch diplomatische oder zivile Karrieren an.

## Kadettenleben

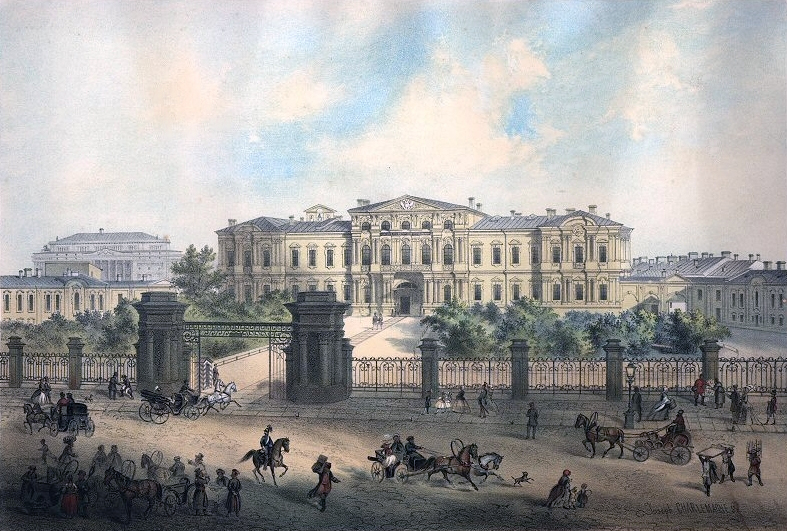
Von 1810 bis 1917 befand sich das Pagencorps im Woronzow Palast.

Wie andere Militärschulen auch, unterzog das Pagencorps die Kadetten einer strengen Disziplin. Körperliche Strafen, unter anderem Prügel mit Birkenbesen, und Missbrauch der jüngeren Kadetten durch die älteren waren an der Tagesordnung. Peter Kropotkins Memoiren geben Details der Bizutage und anderer Missbrauchsfälle wieder. Die Ausbildung hatte dagegen einen relativ hohen Standard.

## Privilegien und Rolle bei Hofe
Die Kadetten dienten nach einem Schichtsystem als Pagen bei Hofe und wurden für Aufgaben bei Zeremonien und sogar zum individuellen Dienst bei Mitgliedern der Zarenfamilie eingesetzt.
Absolventen hatten das einzigartige Privileg, sich einem Regiment ihrer Wahl anzuschließen, ungeachtet, ob dort eine Stelle frei war. Nur die Zustimmung des Kommandanten musste aus Höflichkeit erfragt werden. Als Offiziere trugen sie im Dienst auf der linken Seite ihrer Gewänder die Anstecknadel des Corps des Pages, die nach dem Vorbild des Johanniterkreuzes gestaltet war.
Die Absolventen erhielten den Rang des Podporuchik (Cornet in der Kavallerie). Diejenigen, die in den diplomatischen oder Beamtendienst eintraten, erhielten Ränge der 10., 12. und 14. Klasse.

## Uniform
Das Corps hatte eine ganze Reihe verschiedener Uniformen für unterschiedliche Anlässe. Die aufwendigste war die Galauniform für den Zarenhof. Sie umfasste einen Pickelhelm mit weißer Feder, eine dunkelgrüne Jacke mit Goldtressen, weißen Brüchen und hohen Stiefeln.

## Auflösung
Bis 1917 wurden 4.505 Offiziere ausgebildet. Weitere 200 konnten aufgrund der Revolution 1917 ihre Ausbildung nicht abschließen. Die Schule beendete den Unterricht im Februar 1917 nach der Abdankung 1917 von Nikolaus II. und wurde im Juni desselben Jahres von Alexander Kerenski, dem Kriegsminister der Übergangsregierung, endgültig geschlossen.